# Hamilton de Araújo
Hamilton de Araújo (Régoa, 1867 – Porto, 1888) è stato un poeta portoghese.
Esponente della scapigliatura portoghese, morì di tisi. Le sue opere furono pubblicate postume nel 1889. 